# Juvignac
 (décembre 2017).
Si vous disposez d'ouvrages ou d'articles de référence ou si vous connaissez des sites web de qualité traitant du thème abordé ici, merci de compléter l'article en donnant les références utiles à sa vérifiabilité et en les liant à la section « Notes et références ».
Juvignac [ ʒy.vi.ɲak] (en occitan Juvinhac [ d͡ʒy.βi.'ɲak]) est une commune française située dans l'est du département de l'Hérault en région Occitanie, à l’ouest de Montpellier. Ses habitants sont appelés les Juvignacois. Juvignac est avant tout connue pour son golf (golf de Juvignac-Fontcaude), ses thermes du XIXe siècle (et son Vichy Spa) et ses garrigues. Juvignac est officiellement créée en 1790 mais son histoire est bien plus ancienne.
Exposée à un climat méditerranéen, elle est drainée par la Mosson, le ruisseau de la Fosse et par deux autres cours d'eau. La commune possède un patrimoine naturel remarquable composé d'une zone naturelle d'intérêt écologique, faunistique et floristique.
Juvignac est une commune urbaine qui compte 13 776 habitants en 2022, après avoir connu une forte hausse de la population depuis 1962. Elle est dans l'agglomération de Montpellier et fait partie de l'aire d'attraction de Montpellier. Ses habitants sont appelés les Juvignacois ou  Juvignacoises.
Selon les chiffres du recensement de 2019, Juvignac est la quatrième ville la plus peuplée de la Métropole de Montpellier et la onzième du département de l’Hérault.

## Géographie

### Situation

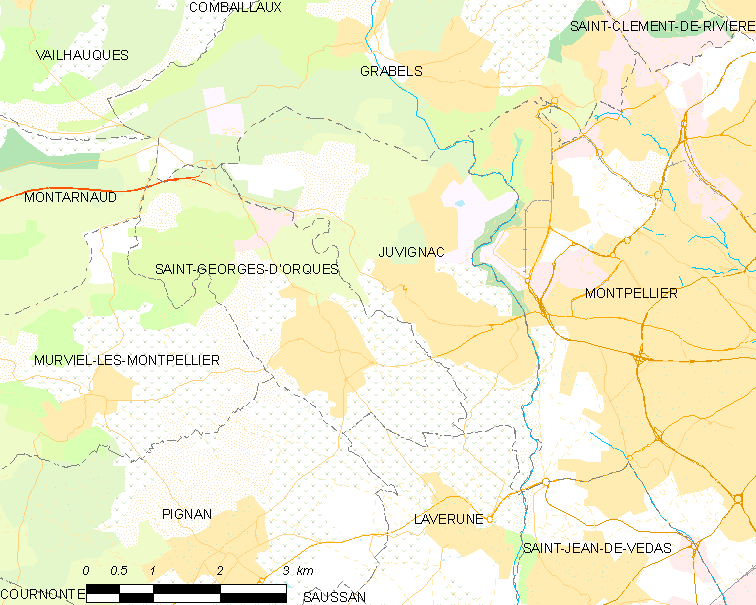
Carte.

Située dans la toute première couronne périurbaine de la Métropole de Montpellier, Juvignac s'étend sur 1 083 hectares, répartis entre garrigue au nord et vignes au sud. L'agglomération urbaine trouve sa place entre les deux mais tend à empiéter vers les pentes de la garrigue.
Les surfaces actuellement urbanisées ne représentent toutefois qu'une partie du territoire : 29 %, mais cette part a été en forte croissance jusqu’en 2015. Le reste du foncier se répartit comme suit : garrigues et espaces naturels ouverts (40 %), boisements (18 %), activités et équipements (10 %), et espaces en eau (3 %).
De 89 habitants en 1954, la population passe à 3 488 habitants en 1982, 4 221 en 1990, 5 592 en 1999 et 11 363 en 2018. L'augmentation a pu atteindre 60,6 % en 17 ans.
La commune est limitrophe de celles de Montpellier (dont elle est séparée par la rivière Mosson) à l'est, Lavérune et Saint-Jean-de-Védas (par un quadripoint) au sud, Saint-Georges-d'Orques à l'ouest et Grabels au nord. Juvignac est la commune la plus peuplée de l’arc ouest montpelliérain. Elle bénéficie d'un climat méditerranéen avec plus de trois cents jours de soleil par an.
|                        | Grabels  |                                          |
| Saint-Georges-d'Orques | Juvignac | Montpellier                              |
|                        | Lavérune | Saint-Jean-de-Védas (par un quadripoint) |

### Climat
Pour des articles plus généraux, voir Climat de l'Occitanie et Climat de l'Hérault.
En 2010, le climat de la commune est de type climat méditerranéen franc, selon une étude s'appuyant sur une série de données couvrant la période 1971-2000. En 2020, Météo-France publie une typologie des climats de la France métropolitaine dans laquelle la commune est exposée à un climat méditerranéen et est dans la région climatique Provence, Languedoc-Roussillon, caractérisée par une pluviométrie faible en été, un très bon ensoleillement (2 600 h/an), un été chaud (21,5 °C), un air très sec en été, sec en toutes saisons, des vents forts (fréquence de 40 à 50 % de vents > 5 m/s) et peu de brouillards.
Pour la période 1971-2000, la température annuelle moyenne est de 14,4 °C, avec une amplitude thermique annuelle de 16,5 °C. Le cumul annuel moyen de précipitations est de 695 mm, avec 6 jours de précipitations en janvier et 2,8 jours en juillet. Pour la période 1991-2020, la température moyenne annuelle observée sur la station météorologique la plus proche, située sur la commune de Prades-le-Lez à 10 km à vol d'oiseau, est de 14,6 °C et le cumul annuel moyen de précipitations est de 869,7 mm,. Pour l'avenir, les paramètres climatiques de la commune estimés pour 2050 selon différents scénarios d’émission de gaz à effet de serre sont consultables sur un site dédié publié par Météo-France en novembre 2022.

### Milieux naturels et biodiversité

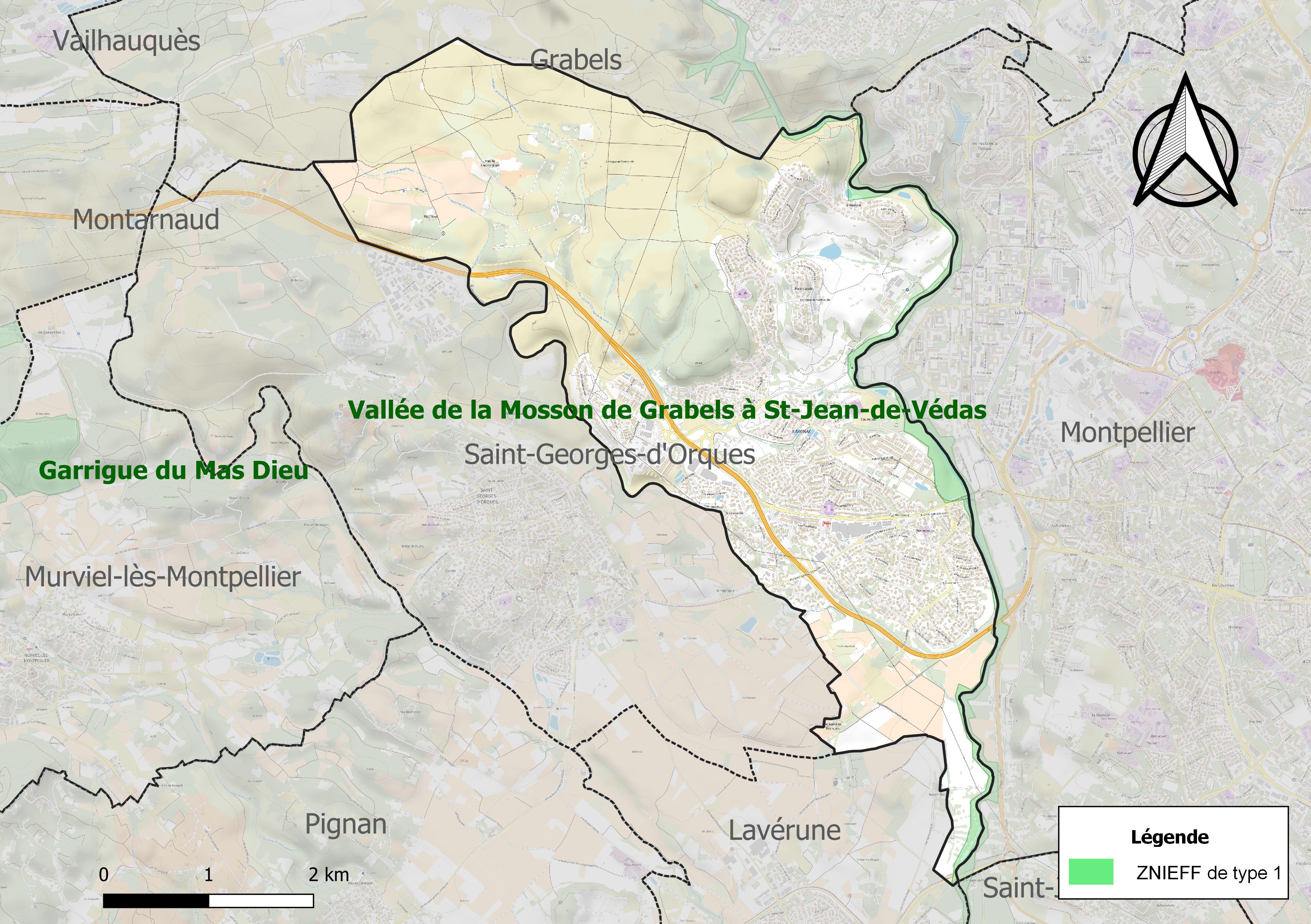
Carte de la ZNIEFF de type 1 localisée sur la commune.

L’inventaire des zones naturelles d'intérêt écologique, faunistique et floristique (ZNIEFF) a pour objectif de réaliser une couverture des zones les plus intéressantes sur le plan écologique, essentiellement dans la perspective d’améliorer la connaissance du patrimoine naturel national et de fournir aux différents décideurs un outil d’aide à la prise en compte de l’environnement dans l’aménagement du territoire.
Une ZNIEFF de type 1 est recensée sur la commune :
la « vallée de la Mosson de Grabels à St-Jean-de-Védas » (114 ha), couvrant 5 communes du département.

## Urbanisme

### Typologie
Au 1er janvier 2024, Juvignac est catégorisée ceinture urbaine, selon la nouvelle grille communale de densité à sept niveaux définie par l'Insee en 2022.
Elle appartient à l'unité urbaine de Montpellier, une agglomération intra-départementale regroupant 22  communes, dont elle est une commune de la banlieue,,. Par ailleurs la commune fait partie de l'aire d'attraction de Montpellier, dont elle est une commune de la couronne,. Cette aire, qui regroupe 161 communes, est catégorisée dans les aires de 700 000 habitants ou plus (hors Paris),.

### Occupation des sols
L'occupation des sols de la commune, telle qu'elle ressort de la base de données européenne d’occupation biophysique des sols Corine Land Cover (CLC), est marquée par l'importance des territoires artificialisés (40,8 % en 2018), en augmentation par rapport à 1990 (17,5 %). La répartition détaillée en 2018 est la suivante :
zones urbanisées (34,5 %), milieux à végétation arbustive et/ou herbacée (32,5 %), zones agricoles hétérogènes (12,6 %), cultures permanentes (11,3 %), espaces verts artificialisés, non agricoles (6,2 %), forêts (2,8 %), zones industrielles ou commerciales et réseaux de communication (0,1 %). L'évolution de l’occupation des sols de la commune et de ses infrastructures peut être observée sur les différentes représentations cartographiques du territoire : la carte de Cassini (XVIIIe siècle), la carte d'état-major (1820-1866) et les cartes ou photos aériennes de l'IGN pour la période actuelle (1950 à aujourd'hui).

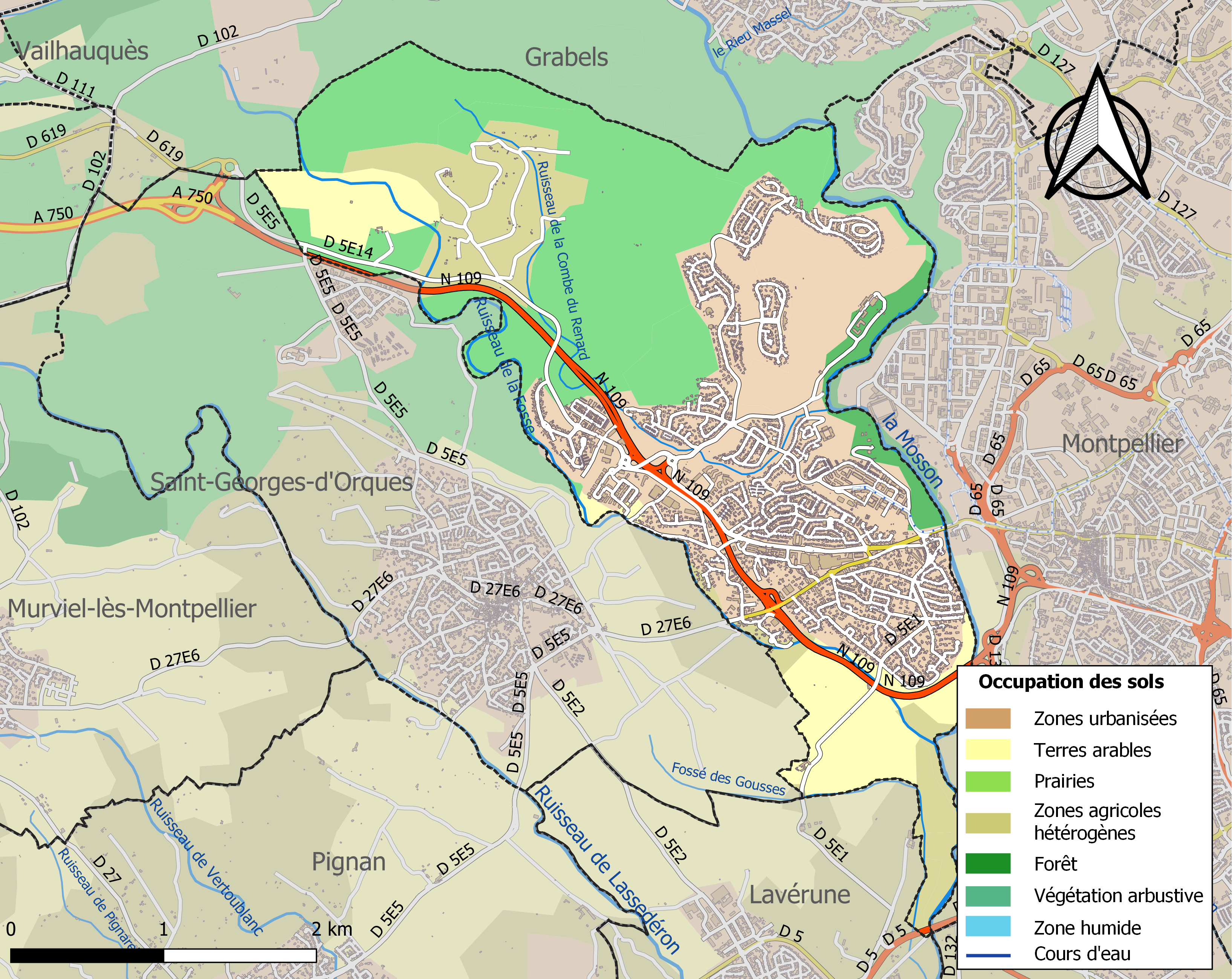
Carte des infrastructures et de l'occupation des sols de la commune en 2018 (CLC).

### Lieux-dits, hameaux et écarts
La ville de Juvignac est composée de huit grands quartiers :
- Le quartier Centre ;
- La Plaine ;
- Les Garrigues ;
- Les Constellations ;
- Fontcaude ;
- Courpouyran ;
- Bel Air - Naussargues ;
- Le Labournas - les Pattes - le Valat de la Fosse.

### Voies de communication et transports

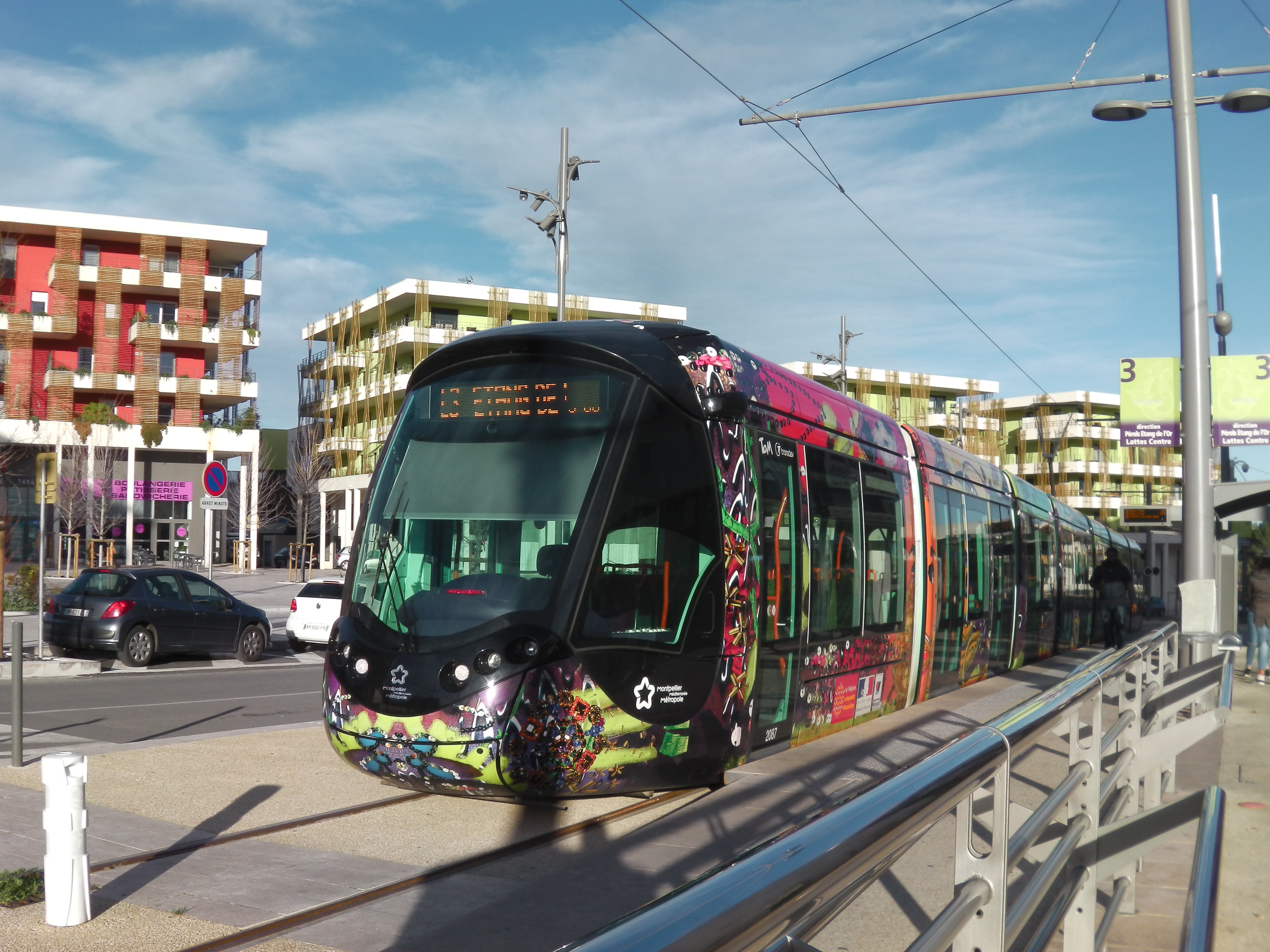
Le terminus de la ligne no 3 du tramway à Juvignac dans le quartier des Constellation.

Limitrophe de Montpellier, Juvignac est desservie par de grandes voies d'accès routières et autoroutières : autoroutes A9, A75 et A750. La ligne no 3 du tramway reliant directement Juvignac à la capitale de région et aux autres communes est mise en marche depuis le 7 avril 2012,, ainsi qu'une ligne de bus reliant « le Martinet » (au bout du quartier de Fontcaude) et la Mosson en passant par l'intérieur de Juvignac (la Plaine et Fontcaude entre autres).
Transports ferroviaires : la gare la plus proche est celle de la gare de Montpellier-Saint-Roch.
Transports aériens : aéroport international de Montpellier-Méditerranée à Fréjorgues, à environ 10 km.

### Risques majeurs
Le territoire de la commune de Juvignac est vulnérable à différents aléas naturels : météorologiques (tempête, orage, neige, grand froid, canicule ou sécheresse), inondations, feux de forêts et séisme (sismicité faible). Il est également exposé à un risque technologique, le transport de matières dangereuses. Un site publié par le BRGM permet d'évaluer simplement et rapidement les risques d'un bien localisé soit par son adresse soit par le numéro de sa parcelle.

#### Risques naturels
La commune fait partie du territoire à risques importants d'inondation (TRI) de Montpellier-Lunel-Maugio-Palavas, regroupant 49 communes du bassin de vie de Montpellier et s'étendant sur les départements de  l'Hérault et du Gard, un des 31 TRI qui ont été arrêtés fin 2012 sur le bassin Rhône-Méditerranée, retenu au regard des risques de submersions marines et de débordements du Vistre, du Vidourle, du Lez et de la Mosson. Parmi les événements significatifs antérieurs à 2019 qui ont touché le territoire, peuvent être citées les crues de septembre 2002 et de septembre 2003 (Vidourle) et les tempêtes de novembre 1982 et décembre 1997 qui ont touché le littoral. Des cartes des surfaces inondables ont été établies pour trois scénarios : fréquent (crue de temps de retour de 10 ans à 30 ans), moyen (temps de retour de 100 ans à 300 ans) et extrême (temps de retour de l'ordre de 1 000 ans, qui met en défaut tout système de protection). La commune a été reconnue en état de catastrophe naturelle au titre des dommages causés par les inondations et coulées de boue survenues en 1982, 1994, 1997, 2002, 2003, 2005 et 2014,.
Juvignac est exposée au risque de feu de forêt. Un plan départemental de protection des forêts contre les incendies (PDPFCI) a été approuvé en juin 2013 et court jusqu'en 2022, où il doit être renouvelé. Les mesures individuelles de prévention contre les incendies sont précisées par deux arrêtés préfectoraux et s’appliquent dans les zones exposées aux incendies de forêt et à moins de 200 mètres de celles-ci. L’arrêté du 25 avril 2002 réglemente l'emploi du feu en interdisant notamment d’apporter du feu, de fumer et de jeter des mégots de cigarette dans les espaces sensibles et sur les voies qui les traversent sous peine de sanctions. L'arrêté du 11 mars 2013 rend le débroussaillement obligatoire, incombant au propriétaire ou ayant droit,.

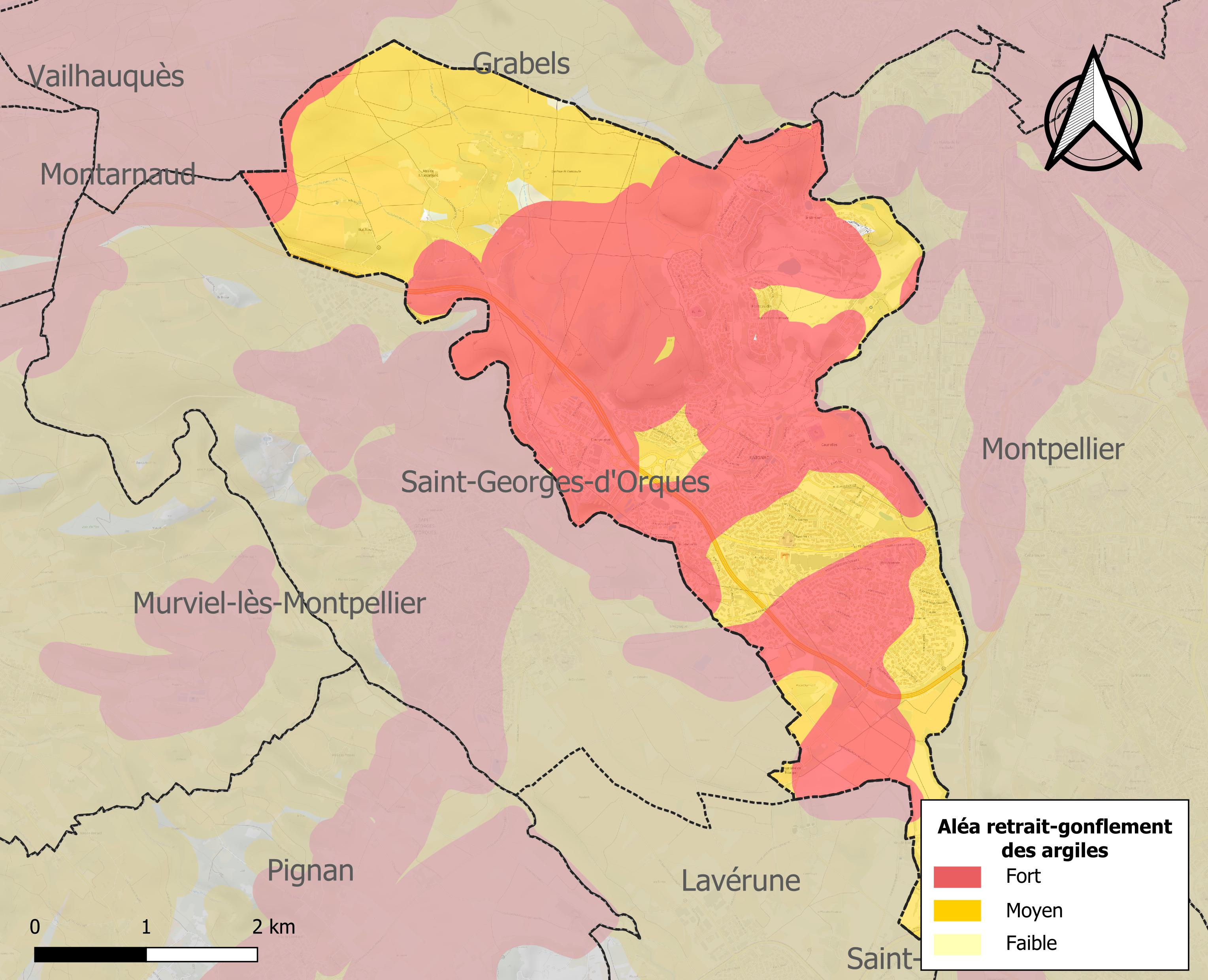
Carte des zones d'aléa retrait-gonflement des sols argileux de Juvignac.

Le retrait-gonflement des sols argileux est susceptible d'engendrer des dommages importants aux bâtiments en cas d’alternance de périodes de sécheresse et de pluie. 99,5 % de la superficie communale est en aléa moyen ou fort (59,3 % au niveau départemental et 48,5 % au niveau national). Sur les 3 017 bâtiments dénombrés sur la commune en 2019, 3 015 sont en aléa moyen ou fort, soit 100 %, à comparer aux 85 % au niveau départemental et 54 % au niveau national. Une cartographie de l'exposition du territoire national au retrait gonflement des sols argileux est disponible sur le site du BRGM,.
Par ailleurs, afin de mieux appréhender le risque d’affaissement de terrain, l'inventaire national des cavités souterraines permet de localiser celles situées sur la commune.

#### Risques technologiques
Le risque de transport de matières dangereuses sur la commune est lié à sa traversée par des infrastructures routières ou ferroviaires importantes ou la présence d'une canalisation de transport d'hydrocarbures. Un accident se produisant sur de telles infrastructures est susceptible d’avoir des effets graves sur les biens, les personnes ou l'environnement, selon la nature du matériau transporté. Des dispositions d’urbanisme peuvent être préconisées en conséquence.

## Toponymie
La commune a été connue sous les variantes : fiscum nostrum nuncupante Juviniacum, antiquo vocabulo vocatur Fonte Agricole (799), fiscum Juiniacum cum ecclesia (898), parochia de Juviniaco (1130), de Juviniaco (1202), decimaria ecclesie S Gervasii de Juvinhaco (1330).
Le nom Juvignac dérive de celui d'un domaine gallo-romain gentilice latin Juvinius augmenté du suffixe -acum.

## Histoire
En 219 av. J.-C., Hannibal y fait halte avant de reprendre sa progression vers les Alpes et l'Italie.
En 799, Juvignac est reconnue chef-lieu de fisc carolingien. Donnée à l'archevêque de Narbonne en 893 par Charles le Simple, la terre devient seigneurie en 898. Construit en 1150, le pont sur la Mosson, visible à l'entrée de la ville, se situe sur le chemin d'Arles et la route de Saint-Jacques-de-Compostelle. Le nom du lieu-dit Fons Caladis (Fontcaude) apparaît vers 1220.
Une lettre du roi Charles IX érige en 1571 la Mosson en baronnie et l'unit aux seigneuries de Saint-Jean de Gorniès et de la Valadière, située dans la boucle de la rivière.
En 1710, Joseph Bonnier, trésorier de la Bourse des États de Languedoc, achète l'ensemble des terres de la seigneurie et se constitue un immense domaine de part et d'autre de la Mosson, autour d'un superbe château, modèle achevé des « folies » montpelliéraines.
La commune de Juvignac est créée en 1790 par les députés sénéchaussées de Montpellier et de l'Assemblée nationale.
Au XIXe siècle, Juvignac est connue pour son établissement thermal de Fontcaude et sa source de « La Valadière ». Simultanément, la commune voit son activité viticole se développer et supplanter les autres productions. Aujourd'hui[Quand ?] encore, et malgré le recul de la culture de la vigne, la commune est — pour une partie de son territoire — dans l'appellation d'origine contrôlée Saint-Georges-d'Orques.
Depuis les années 1980, Juvignac connait une expansion démographique constante et doit ainsi faire face à de nouveaux défis : construction d'un nouvel Hôtel de Ville (inauguré en 2006), d'une médiathèque municipale (en 2011), d'un nouveau centre de loisirs et d’une troisième école (dénommée « école Nelson Mandela ») en 2017. Cette urbanisation a connu un point culminant dans les années 2008-2014 (construction du quartier du Martinet à Fontcaude, du lotissement West Cottage à Courpouyran, puis du quartier des Constellations près du domaine de Caunelle). Depuis 2014, Juvignac a fait le choix d’un urbanisme raisonné et maîtrisé.

## Politique et administration

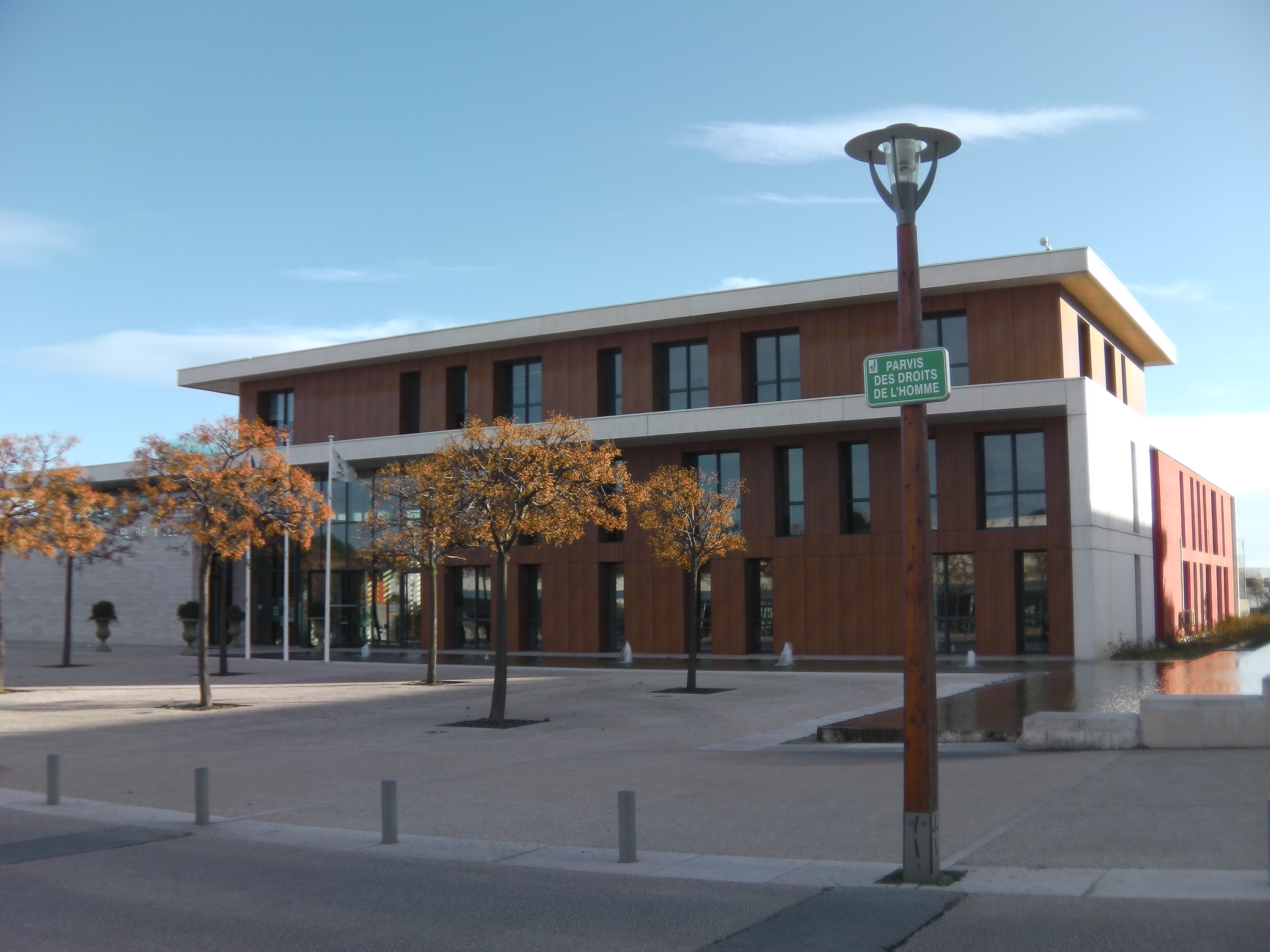
L'hôtel de ville de Juvignac.

### Liste des maires
| Période    | Période   | Identité                       | Étiquette    | Qualité |
| ---------- | --------- | ------------------------------ | ------------ | --- |
| 1790       | 1799      | François Œuf                   |              | |
| 1799       | 1800      | Daniel Gimberne                |              | |
| 1800       | 1802      | Étienne Cairoche               |              | |
| 1802       | 1804      | Guillaume Gras                 |              | |
| 1804       | 1829      | Pierre Jullien                 |              | |
| 1829       | 1841      | Barthélémy Marger Hérand       |              | |
| 1841       | 1844      | Antoine Gilodes                |              | |
| 1844       | 1848      | Jacques Delmas                 |              | |
| 1848       | 1860      | Louis Daussargues              |              | |
| 1860       | 1870      | Marc-Antoine Daussargues       |              | |
| 1870       | 1872      | Antoine Roger                  |              | |
| 1872       | 1876      | Maxime Adolphe                 |              | |
| 1876       | 1888      | Marc-Antoine Daussargues       |              | |
| 1888       | 1899      | Ferdinand Revel                |              | |
| 1899       | 1919      | Onézyme Hubert                 |              | |
| 1919       | 1925      | Jacques Rouché                 |              | |
| 1925       | 1945      | André Sauvan                   |              | |
| 1945       | 1960      | Jacques Rouché                 |              | |
| 1960       | mars 1983 | Lionel de Brunélis (1911-2002) |              | |
| mars 1983  | mars 2014 | Danièle Santonja (1935-2018)   | UDF puis UMP | Conseillère générale du canton de Montpellier-10 (1985 → 1998) Vice-présidente de Montpellier Agglomération [Quand ?] |
| avril 2014 | En cours  | Jean-Luc Savy                  | SE           | Inspecteur des Finances publiques Ingénieur chimiste Conseiller Délégué de Montpellier Méditerranée Métropole         |

### Personnalités élues par circonscription électorale de rattachement
Au-delà du maire, premier magistrat administrant la commune, les personnalités élues dont le mandat est relatif à une collectivité à laquelle est rattachée la commune de Juvignac et représentant donc le territoire communal au sein de chacune de ces collectivités sont les suivantes :
| Élections       | Élections                     | Circonscription électorale         | Élu de la circonscription       | Élu de la circonscription | Élu de la circonscription | Élu de la circonscription |
| Niveau          | Type                          | Circonscription électorale         | Titre                           | Nom                       | Début de mandat           | Fin de mandat             |
| --------------- | ----------------------------- | ---------------------------------- | ------------------------------- | ------------------------- | ------------------------- | ------------------------- |
| Groupe communal | Municipales et communautaires | Commune de Juvignac                | Maire                           | Jean-Luc Savy             | Avril 2014                | 2026                      |
| Groupe communal | Municipales et communautaires | Montpellier Méditerranée Métropole | Président de l'intercommunalité | Michaël Delafosse         | 2020                      | 2026                      |
| Département     | Départementales               | Canton de Lattes                   | Conseillère départementale      | Patricia Weber            | 29 mars 2015              | 2021                      |
| Département     | Départementales               | Canton de Lattes                   | Conseiller départemental        | Cyril Meunier             | 29 mars 2015              | 2021                      |
| Région          | Régionales                    | Région Occitanie                   | Président du conseil régional   | Carole Delga              | 4 janvier 2016            | 2021                      |
| Pays            | Législatives                  | 8e circonscription                 | Député                          | Sylvain Carrière          | Juin 2022                 | Juin 2026                 |

## Population et société

### Démographie

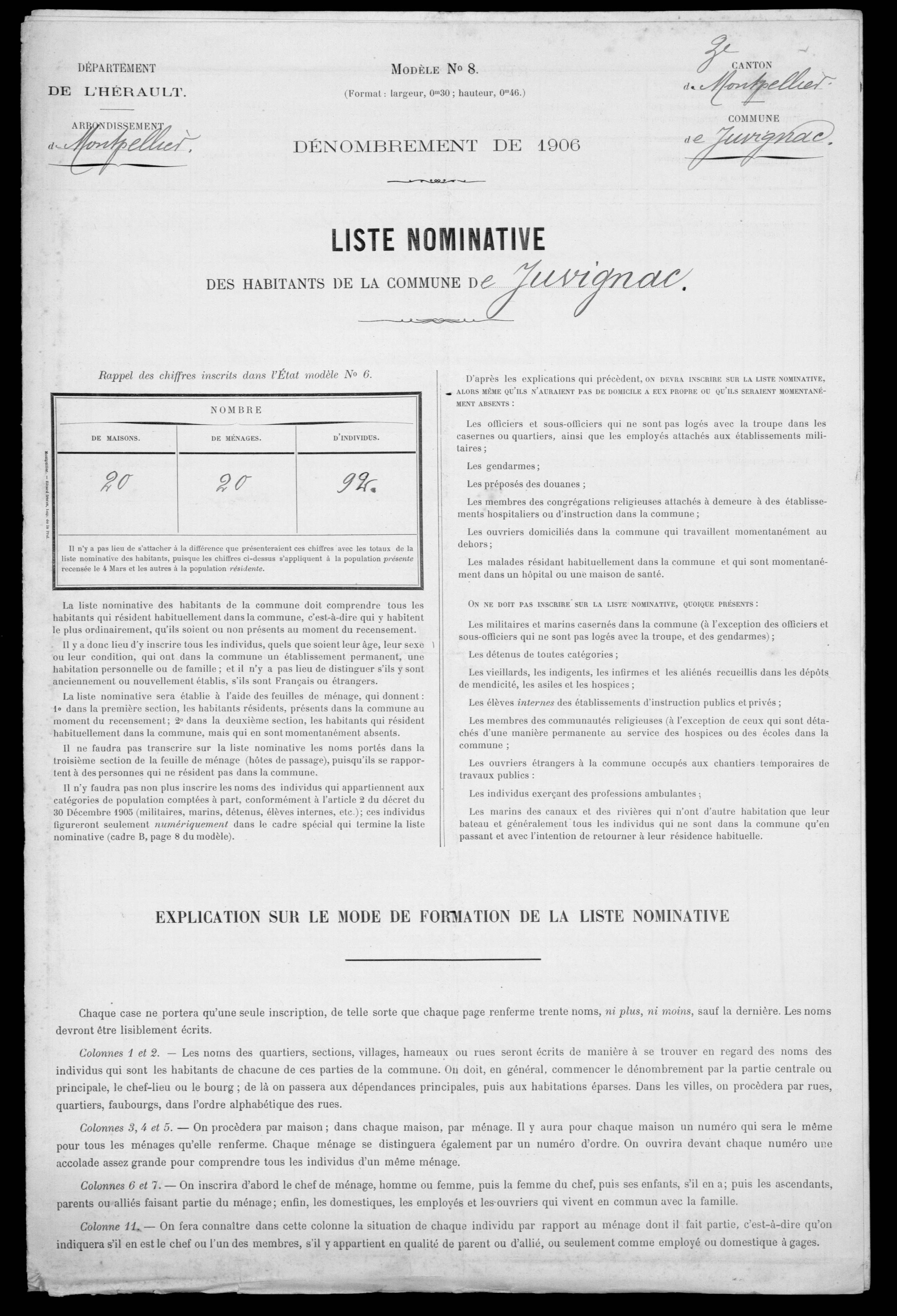
Liste nominative de recensement (1906).

#### Évolution démographique
L'évolution du nombre d'habitants est connue à travers les recensements de la population effectués dans la commune depuis 1793. Pour les communes de plus de 10 000 habitants les recensements ont lieu chaque année à la suite d'une enquête par sondage auprès d'un échantillon d'adresses représentant 8 % de leurs logements, contrairement aux autres communes qui ont un recensement réel tous les cinq ans,.

En 2022, la commune comptait 13 776 habitants, en évolution de +26,8 % par rapport à 2016 (Hérault : +7,49 %, France hors Mayotte : +2,11 %).
| 1793 | 1800 | 1806 | 1821 | 1831 | 1836 | 1841 | 1846 | 1851 |
| ---- | ---- | ---- | ---- | ---- | ---- | ---- | ---- | ---- |
| 105  | 97   | 103  | 111  | 75   | 89   | 88   | 78   | 89   |

| 1856 | 1861 | 1866 | 1872 | 1876 | 1881 | 1886 | 1891 | 1896 |
| ---- | ---- | ---- | ---- | ---- | ---- | ---- | ---- | ---- |
| 72   | 74   | 86   | 85   | 86   | 76   | 77   | 92   | 76   |

| 1901 | 1906 | 1911 | 1921 | 1926 | 1931 | 1936 | 1946 | 1954 |
| ---- | ---- | ---- | ---- | ---- | ---- | ---- | ---- | ---- |
| 86   | 92   | 111  | 92   | 90   | 115  | 109  | 79   | 89   |

| 1962 | 1968 | 1975  | 1982  | 1990  | 1999  | 2006  | 2011  | 2016   |
| ---- | ---- | ----- | ----- | ----- | ----- | ----- | ----- | ------ |
| 182  | 398  | 2 653 | 3 488 | 4 221 | 5 592 | 6 258 | 7 668 | 10 864 |

| 2021   | 2022   | - | - | - | - | - | - | - |
| ------ | ------ | - | - | - | - | - | - | - |
| 12 783 | 13 776 | - | - | - | - | - | - | - |

| selon la population municipale des années : | 1968 | 1975 | 1982 | 1990 | 1999 | 2006 | 2009 | 2013 |
| Rang de la commune dans le département      | 194  | 36   | 27   | 29   | 27   | 23   | 21   | 19   |
| Nombre de communes du département           | 343  | 340  | 343  | 343  | 343  | 343  | 343  | 343  |

#### Pyramide des âges
La population de la commune est relativement jeune. En 2018, le taux de personnes d'un âge inférieur à 30 ans s'élève à 37,5 %, soit un taux supérieur à la moyenne départementale (35,4 %). À l'inverse, le taux de personnes d'un âge supérieur à 60 ans (25,1 %) est inférieur au taux départemental (27,5 %).
En 2018, la commune comptait 5 312 hommes pour 6 051 femmes, soit un taux de 53,25 % de femmes, supérieur au taux départemental (52,24 %).
Les pyramides des âges de la commune et du département s'établissent comme suit :
| Hommes | Classe d’âge | Femmes |
| ------ | ------------ | ------ |
| 0,8    | 90 ou +      | 1,4    |
| 7,0    | 75-89 ans    | 10,0   |
| 14,4   | 60-74 ans    | 16,3   |
| 17,6   | 45-59 ans    | 17,1   |
| 20,3   | 30-44 ans    | 19,8   |
| 18,8   | 15-29 ans    | 18,6   |
| 21,0   | 0-14 ans     | 16,9   |

| Hommes | Classe d’âge | Femmes |
| ------ | ------------ | ------ |
| 0,8    | 90 ou +      | 1,9    |
| 8      | 75-89 ans    | 9,9    |
| 17,2   | 60-74 ans    | 18,3   |
| 18,9   | 45-59 ans    | 18,8   |
| 18,3   | 30-44 ans    | 17,8   |
| 19,3   | 15-29 ans    | 17,9   |
| 17,5   | 0-14 ans     | 15,3   |

### Manifestations culturelles et festivités
Juvignac est une ville dynamique sur le plan culturel. La ville organise chaque année des manifestations importantes, comme les festivals (concerts et dégustation de vin chaque samedi soir de juillet), le salon des artistes régionaux (fin février), le festival « le piano dans tous ses éclats » (en mars), le printemps des peintres (en mai), les rencontres régionales de la photographie (3e week-end de novembre), le festival de théâtre Les Bardots (fin novembre, en partenariat avec la ville de Montarnaud), les automnales du livre (en octobre, en partenariat avec certaines[Lesquelles ?] communes de l'arc ouest de Montpellier). Juvignac propose aussi chaque année un concert en juillet dans le cadre du festival Radio France Occitanie Montpellier ainsi qu'une représentation publique du festival Montpellier Danse (fin juin ou début juillet). Deux fois par an, un agenda culturel est publié afin d'annoncer la programmation culturelle de la commune.
Pendant les vacances scolaires, des stages de pratiques culturelles sont organisés à Juvignac ou en partenariat avec des communes voisines grâce au concours de la Métropole de Montpellier. Ces stages sont destinés aux adolescent(e)s et couvrent diverses disciplines comme le cirque, le théâtre, le hip hop , etc.
La ville de Juvignac est dotée d'équipements culturels importants : la médiathèque Théodore Monod, l'école municipale de musique Nadia et Lili Boulanger, ainsi qu'un atelier théâtre (en partenariat avec la compagnie maritime, une école de théâtre à Montpellier). Dans le hall de l’hôtel de ville, des expositions (peinture, sculpture, thèmes historiques, photo, etc.) sont organisées chaque mois de janvier à décembre.

### Sports et loisirs

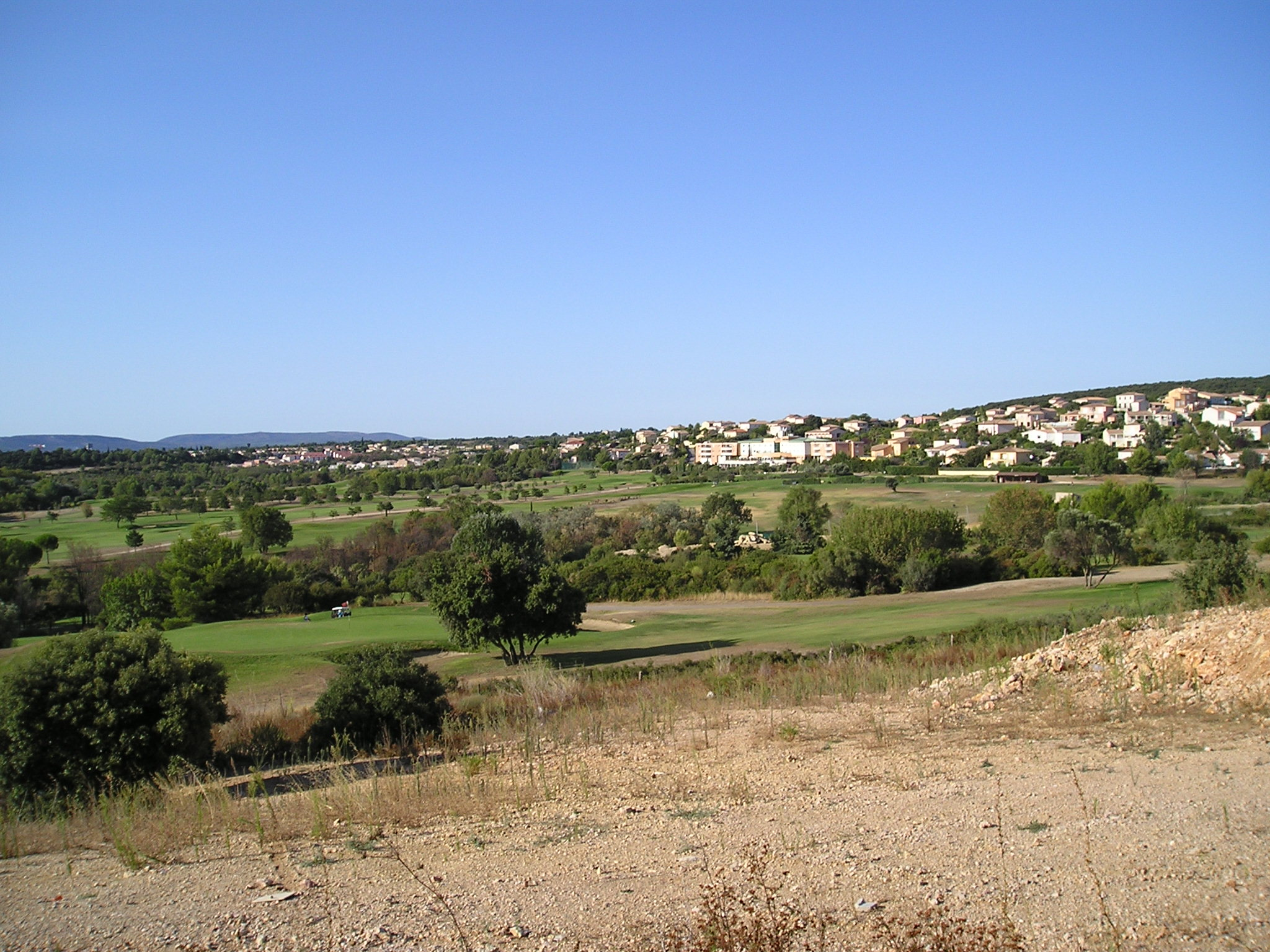
Le terrain de golf de Fontcaude est entouré par l'urbanisation de la garrigue au nord de Juvignac.

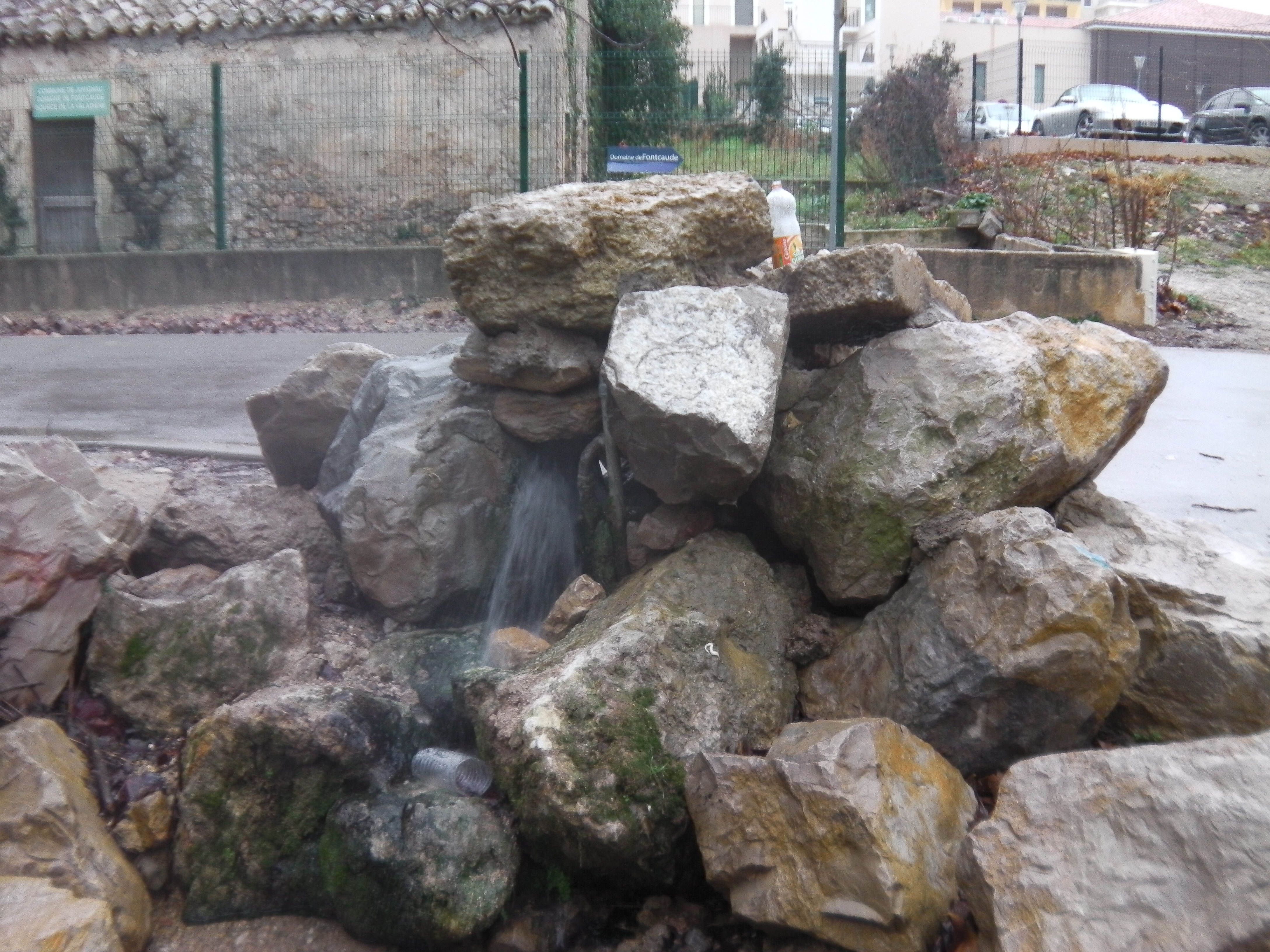
source de la Valadière (23°).

De nombreux sports peuvent être pratiqués dans la commune qui possède d'importants équipements sportifs : handball, football, tennis (sol synthétique et terre battue), salle polyvalente multisports, salle de sport spécialisée dans cinq disciplines olympiques. Ainsi que, la pratique du golf de Fontcaude.

#### Club de football
L'AS Juvignac est la plus ancienne association de Juvignac ; elle a été créée en 1974. Elle représente 250 adhérents avec environ 42 dirigeants et éducateurs. L’AS Juvignac permet à 13 équipes de participer à divers championnats dont une en division régionale. Neuf catégories d’âges sont représentées pour jouer au football dès l'âge de 6 ans jusqu’au niveau des vétérans. L’AS Juvignac répond à la politique de la fédération française en matière de développement[réf. nécessaire].

#### Association sportive du Golf de Fontcaude
Agréée par la Direction de la Jeunesse et des Sports et affiliée à la Fédération française de golf, l’association sportive du Golf de Fontcaude a été créée en 1993. Après l'adhésion des pratiquants, elle offre à ceux-ci les prestations de disponibilité de son matériel et l'assistance en tant que sport de loisir ou de compétition. L'association de trois cents adhérents organise annuellement plus de trente compétitions (avec près de trois mille participants).[réf. nécessaire].

### Vie associative
Juvignac a de nombreuses associations : culturelles, sportives et humanitaires. Chaque année, le 1er ou 2e week-end de septembre a lieu la journée des associations (appelée le « village des associations ») sur la place du soleil dans le quartier des Constellations.

#### Association Plaisir de Lire
Présente depuis 1986, « Plaisir de Lire » est une des associations de Juvignac. Elle propose des activités culturelles, telles que : conférences, expositions, visites commentées, rencontres avec des artistes et des auteurs, repas conviviaux et concerts. Cette association est particulièrement connue pour ses cycles de conférences d’histoire de l’art et ses cercles de lectures.

## Économie

### Revenus de la population et fiscalité
En 2018, la commune compte 4 806 ménages fiscaux, regroupant 11 409 personnes. La médiane du revenu disponible par unité de consommation est de 22 360 € (20 330 € dans le département). 54 % des ménages fiscaux sont imposés (45,8 % dans le département).
En 2010, le revenu fiscal médian par ménage était de 37 947 €, ce qui plaçait Juvignac au 3 809e rang parmi les 31 525 communes de plus de 39 ménages en métropole.

### Emploi
|                | 2008   | 2013   | 2018   |
| -------------- | ------ | ------ | ------ |
| Commune        | 5,3 %  | 8,2 %  | 10,3 % |
| Département    | 10,1 % | 11,9 % | 12 %   |
| France entière | 8,3 %  | 10 %   | 10 %   |

En 2018, la population âgée de 15 à 64 ans s'élève à 6 959 personnes, parmi lesquelles on compte 76,4 % d'actifs (66,1 % ayant un emploi et 10,3 % de chômeurs) et 23,6 % d'inactifs,. En  2018, le taux de chômage communal (au sens du recensement) des 15-64 ans est inférieur à celui du département, mais supérieur à celui de la France, alors qu'en 2008 il était inférieur à celui de la France.
La commune fait partie de la couronne de l'aire d'attraction de Montpellier, du fait qu'au moins 15 % des actifs travaillent dans le pôle,. Elle compte 2 278 emplois en 2018, contre 1 972 en 2013 et 1 716 en 2008. Le nombre d'actifs ayant un emploi résidant dans la commune est de 4 671, soit un indicateur de concentration d'emploi de 48,8 % et un taux d'activité parmi les 15 ans ou plus de 58,4 %.
Sur ces 4 671 actifs de 15 ans ou plus ayant un emploi, 753 travaillent dans la commune, soit 16 % des habitants. Pour se rendre au travail, 78,3 % des habitants utilisent un véhicule personnel ou de fonction à quatre roues, 9,7 % les transports en commun, 8,8 % s'y rendent en deux-roues, à vélo ou à pied et 3,1 % n'ont pas besoin de transport (travail au domicile).

### Activités hors agriculture

#### Secteurs d'activités
1 077 établissements sont implantés  à Juvignac au 31 décembre 2019. Le tableau ci-dessous en détaille le nombre par secteur d'activité et compare les ratios avec ceux du département,.
| Secteur d'activité                                                                                        | Commune | Commune | Département |
| Secteur d'activité                                                                                        | Nombre  | %       | %           |
| --- | ------- | ------- | ----------- |
| Ensemble                                                                                                  | 1 077   | 100 %   | (100 %)     |
| Industrie manufacturière, industries extractives et autres                                                | 41      | 3,8 %   | (6,7 %)     |
| Construction                                                                                              | 176     | 16,3 %  | (14,1 %)    |
| Commerce de gros et de détail, transports, hébergement et restauration                                    | 266     | 24,7 %  | (28 %)      |
| Information et communication                                                                              | 37      | 3,4 %   | (3,3 %)     |
| Activités financières et d'assurance                                                                      | 49      | 4,5 %   | (3,2 %)     |
| Activités immobilières                                                                                    | 48      | 4,5 %   | (5,3 %)     |
| Activités spécialisées, scientifiques et techniques et activités de services administratifs et de soutien | 192     | 17,8 %  | (17,1 %)    |
| Administration publique, enseignement, santé humaine et action sociale                                    | 188     | 17,5 %  | (14,2 %)    |
| Autres activités de services                                                                              | 80      | 7,4 %   | (8,1 %)     |

Le secteur du commerce de gros et de détail, des transports, de l'hébergement et de la restauration est prépondérant sur la commune puisqu'il représente 24,7 % du nombre total d'établissements de la commune (266 sur les 1077 entreprises implantées  à Juvignac), contre 28 % au niveau départemental.

#### Entreprises et commerces
Les cinq entreprises ayant leur siège social sur le territoire communal qui génèrent le plus de chiffre d'affaires en 2020 sont : 
- Mirand, hypermarchés (62 010 k€)
- Juvignac Sports Et Loisirs JSL, commerce de détail d'articles de sport en magasin spécialisé (7 549 k€)
- Languedoc Roussillon Enrobes - Lre, fabrication d'autres produits minéraux non métalliques n.c.a. (5 576 k€)
- CEM, travaux de revêtement des sols et des murs (3 922 k€)
- Jutra, supermarchés (3 155 k€)

L'agriculture locale, longtemps dominée par la vigne, privilégie aujourd'hui une production viticole de qualité avec le domaine de Caunelle, le château de Fourques et le Mas Neuf. La viticulture se développe principalement dans le sud du territoire communal.
Le cœur de ville est commerçant, comptant de nombreuses enseignes : mode, bricolage, alimentaire, sport, artisanat, restauration, nouvelles technologies, décoration, beauté, etc.
Situé sur un domaine de 80 hectares, le Golf Hôtel International de Fontcaude (46 chambres et 40 suites) dispose de parcours de golf de 9 et 18 trous. La source de la Valadière située dans le parc de Fontcaude a permis la recréation de la station thermale fréquentée au XIXe siècle sous la forme d'un « Vichy Spa » et d'un hôtel très prisés des sportifs professionnels.

### Agriculture
|               | 1988 | 2000 | 2010 | 2020 |
| ------------- | ---- | ---- | ---- | ---- |
| Exploitations | 19   | 13   | 7    | 9    |
| SAU (ha)      | 121  | 188  | 137  | 123  |

La commune est dans la « Plaine viticole », une petite région agricole occupant la bande côtière du département de l'Hérault. En 2020, l'orientation technico-économique de l'agriculture  sur la commune est la viticulture. Neuf exploitations agricoles ayant leur siège dans la commune sont dénombrées lors du recensement agricole de 2020 (19 en 1988). La superficie agricole utilisée est de 123 ha,,.

## Culture locale et patrimoine

### Lieux et monuments
- Thermes de Juvignac : La source d'eau chaude de la Valadière, au lieu-dit de Fontcaude (du latin fons caladis, « fontaine chaude »), est connue pour avoir été exploitée dès l'époque romaine. En 1780, Charles Bonaparte, père de Napoléon, s'y fait soigner. Des célébrités du XIXe siècle, notamment la princesse de Holstein-Glucksbourg ou l’écrivain Prosper Mérimée, viennent également prendre les eaux à Fontcaude où les curistes montpelliérains se font conduire en omnibus à chevaux. L'établissement thermal est exploité de 1845 à 1855.
En 1983, la commune acquiert ce domaine, énorme poumon vert de 180 hectares qui conforte sa réputation de ville verte. Le lieu est fréquenté par les promeneurs, les artistes et sert à l’organisation d’événements.
- Pont roman : Construit aux portes de la commune, ce site continue de susciter l’intérêt des visiteurs malgré la crue de 1933 qui emporta avec elle une partie des arches. Jacquets (pèlerins en route vers Compostelle), marchands et voyageurs l'empruntèrent de nombreuses fois pour franchir la Mosson. Le 6 octobre 2014, un orage d'une violence inouïe (un nuage de 12 km de hauteur[réf. nécessaire]) s'est déversé sur Juvignac. 29,3 cm d'eau sont tombés sur la ville en deux heures environ. Une arche complète du pont a été emportée côté Montpellier.
- Château de Caunelles[38]

- Château de Fourques : La présence de la vigne est attestée à Fourques dès le XIe siècle. L'édifice date du XVe siècle, restauré au XVIIIe siècle à la suite d’un incendie. Le lieu était autrefois connu sous le nom de « métairies de la Tour et Carascaude »[39]. Il prend le nom de Fourques en 1891, hérité de Philippe Monié, baron de Fourques, mort en 1737. L'actuelle propriétaire, Lise Fons-Vincent, 5e génération d’une famille de vignerons, a depuis une vingtaine d’années développé le domaine familial où sont régulièrement organisés des événements mêlant dégustations, visites et soirées à thèmes.

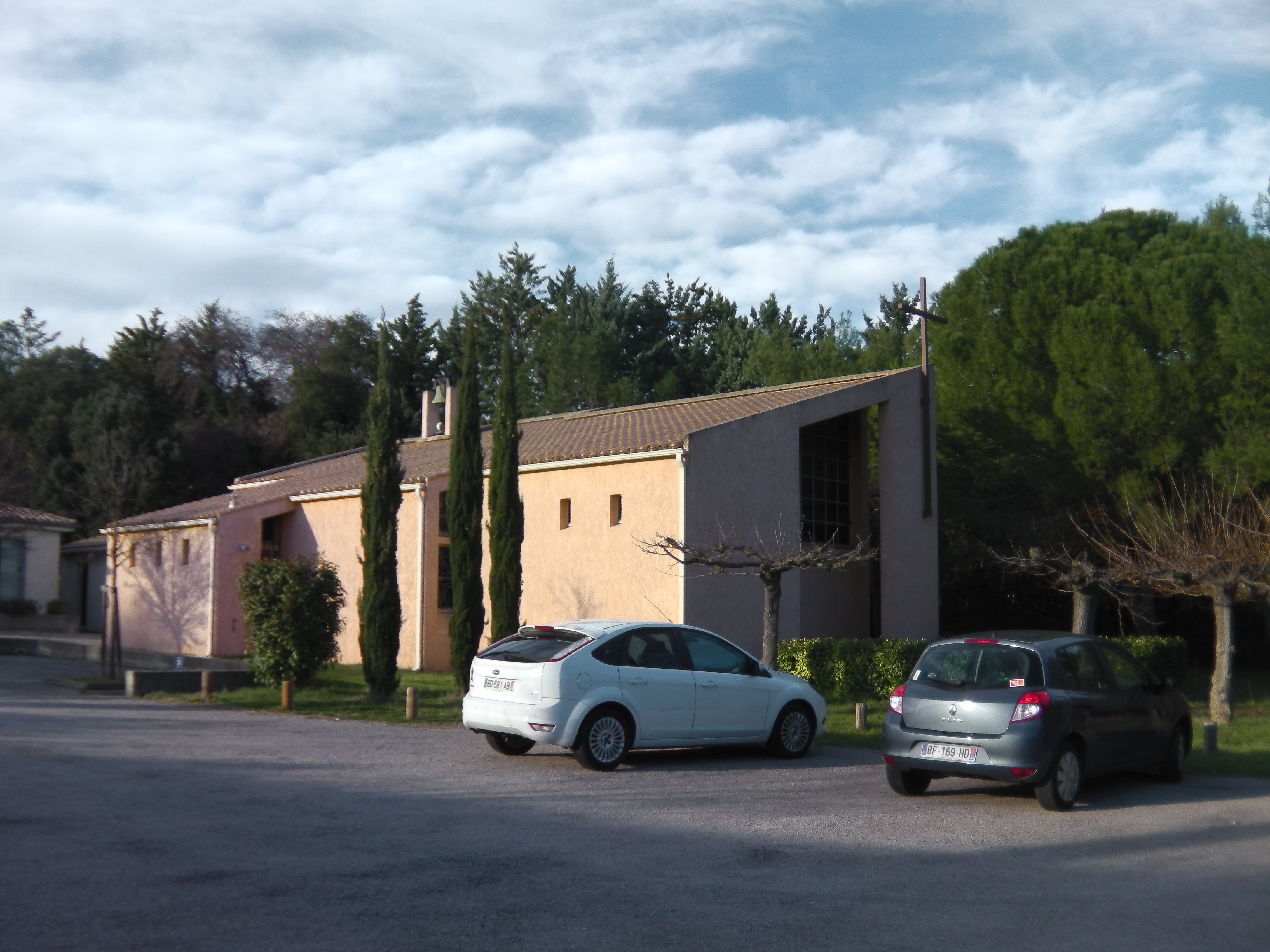
Église Saint-Marc-l'Évangéliste

- Église Saint-Marc-l'ÉvangélisteGolf de Juvignac-Fontcaude : Réparti sur 80 hectares, le golf de Fontcaude offre un parcours international de 18 trous, un parcours executive de 9 trous ainsi que des facilités d'entraînement incluant practice couvert, tapis, zones sur herbe, greens d'approche, putting green et bunkers.
- Église Saint-Marc-l'Évangéliste de Juvignac : Église moderne construite en 1975. L'ancienne église « Saint Gervais et Protais » qui datait de 1716 a été démolie en 1977[40]. Très petite, en mauvais état et sans architecture remarquable particulière, elle était située route de Lavérune, proche de l'ancienne mairie.

### Personnalités liées à la commune
- Famille Rockfeller : La célèbre famille de milliardaires américains serait en fait la famille Roquefeuil, qui habitaient un château près de Juvignac, et qui ont fui la France lors de la révocation de l’édit de Nantes par Louis XIV en 1685 et seraient passés par les États allemands[réf. nécessaire].

### Héraldique
|  | Les armoiries de Juvignac se blasonnent ainsi : « De gueules au chef losangé d'or et de sable ». |

### Fonds d'archives
- Fonds : Archives communales de Juvignac (1675-1978) [6,98 ml].  Cote : 123 EDT. Montpellier : Archives départementales de l'Hérault (présentation en ligne).